# Ignace de Saint-François
Pour les articles homonymes, voir Ignace.
Ignace de Saint-François († 1688) est un carme wallon, de la Principauté de Liège, auteur d'un ouvrage de synthèse consacré à saint Joseph.

## Biographie

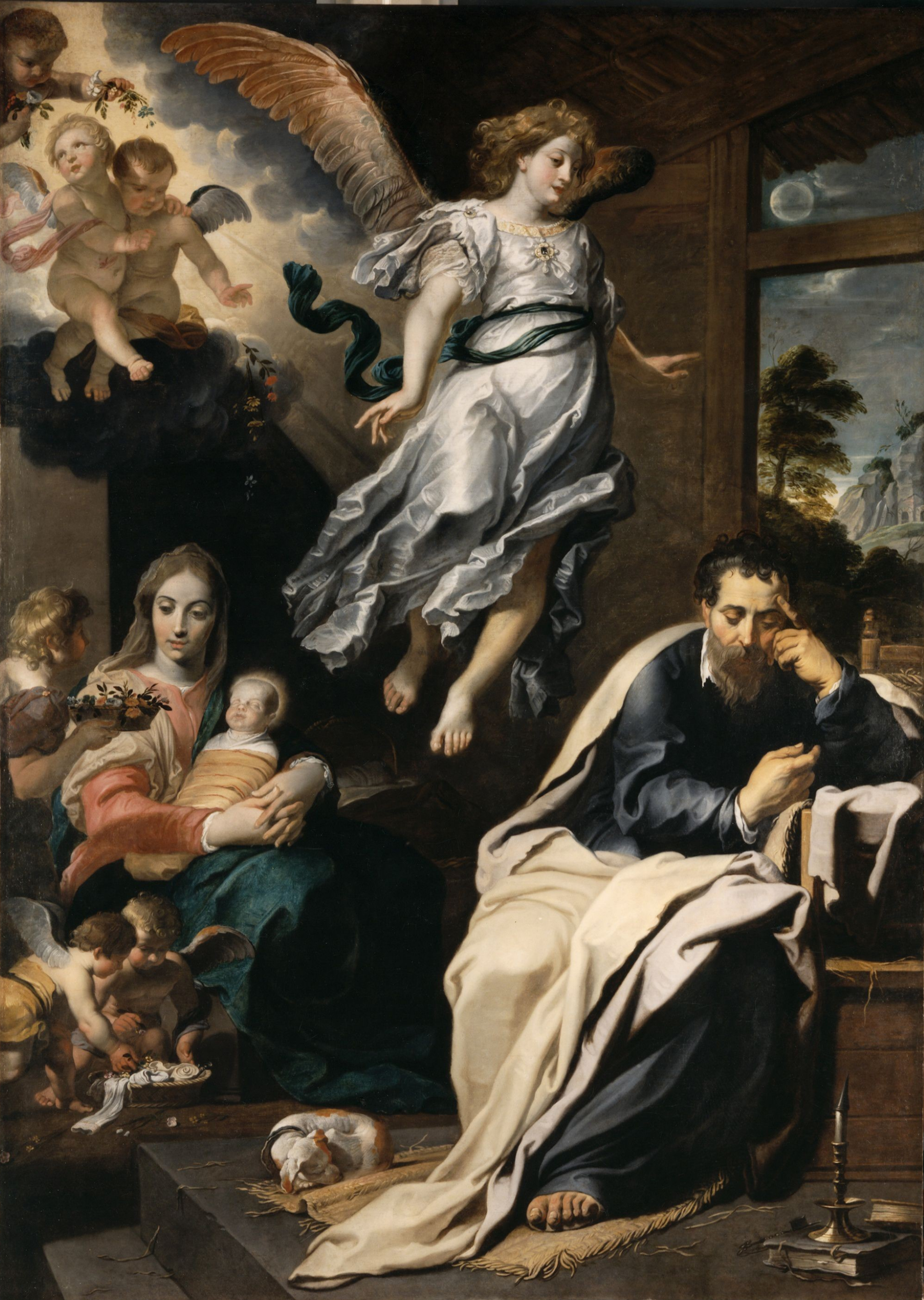
Le songe de saint Joseph (par Gerard Seghers)

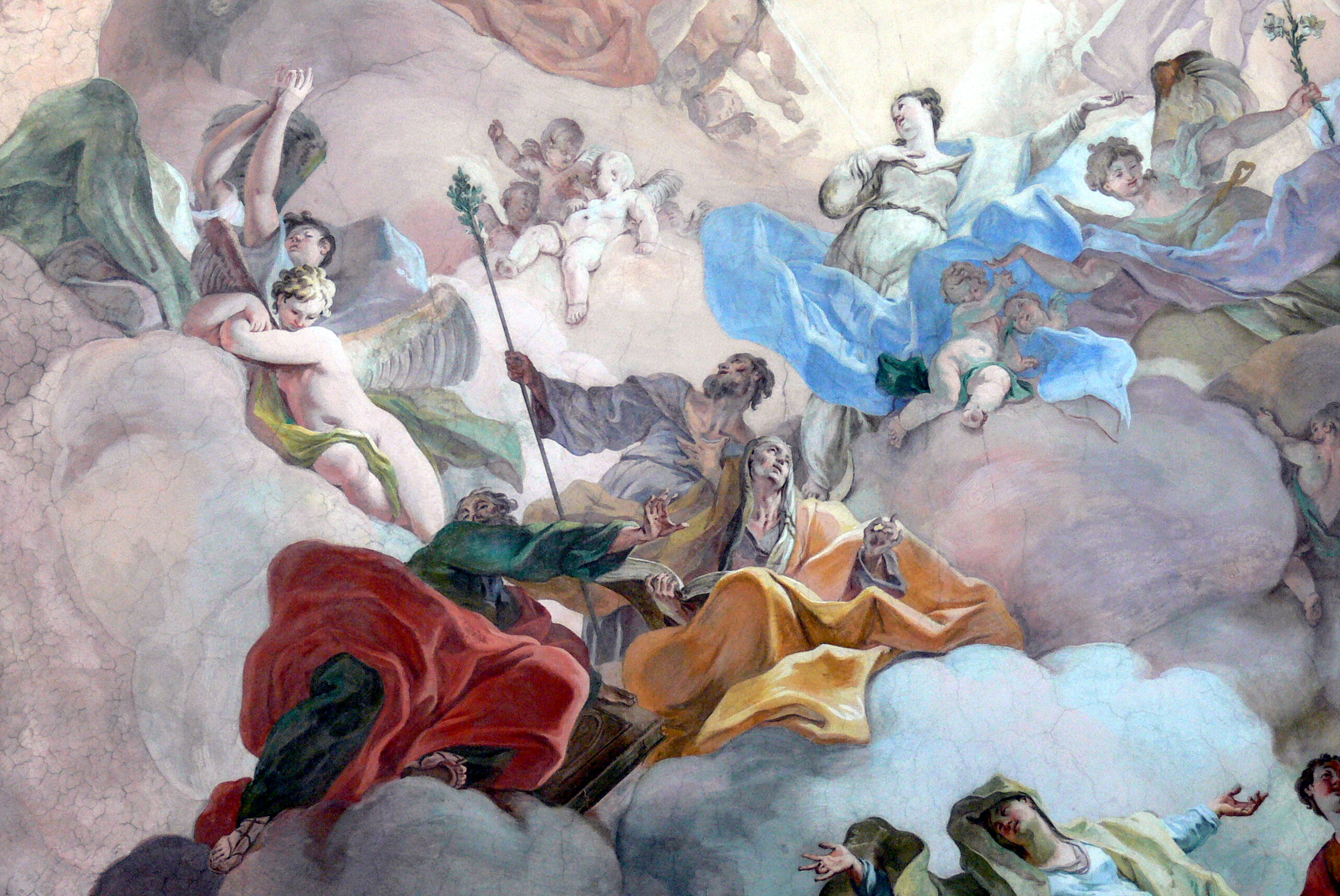
Apothéose de saint Joseph (par Josef Ignaz Mildorfer)

Ignace de Saint-François est né à Liège, dans la famille Brabant, à une date inconnue. Entré chez les carmes de sa ville natale, dont la communauté était rattachée à la province de France par la Réforme de Touraine, il a été nommé deux fois prieur du couvent des Carmes En-Ile de Liège, mais aussi lecteur en théologie et définiteur provincial. En 1655, il publie une œuvre de controverse, dirigée contre un pasteur calviniste, nommé Henri Chrouet. En 1684, à la publication de son ouvrage sur saint Joseph, il appartient toujours à la communauté de Liège, mais est devenu confesseur des carmélites de Huy et curé, dans cette ville, de la paroisse Saint-Germain. C'est là qu'il décédera, le 28 août 1688.

## Spiritualité
Dédié aux grandeurs (magnalia) de saint Joseph, l'ouvrage d'Ignace se présente comme une somme exégétique, théologique et historique des traditions de l’Église catholique concernant l'époux de la Vierge. La première partie est consacrée à Joseph fils de David selon la nature et la grâce. L'auteur y soutient, entre autres, la thèse d'une sanctification de Joseph dès sa conception. La deuxième partie s'intéresse à Joseph comme époux de Marie et père de Jésus. L'auteur s'inspire d'un ouvrage d'Augustin d'Hippone (De nuptiis et concupiscentia) pour démontrer l'authenticité du mariage de Marie et Joseph. Il en conclut que la paternité de celui-ci, à l'instar de sa qualité d'époux, n'est pas seulement légale et nourricière, mais aussi et surtout mystique. Comme il l'écrit, Joseph est le père du Christ comme il est l'époux de la mère de celui-ci : l'un et l'autre spirituellement et non charnellement. Enfin, la troisième partie présente le culte liturgique de saint Joseph, les développements de la dévotion et les différents patronages qui lui sont reconnus. en même temps que ses confrères flamands Marius de Saint-François et Isidore de Saint-Gilles, ou que le déchaux liégeois Hermann de Sainte-Barbe (Guillaume Héris), Ignace de Saint-François entend ainsi accompagner d'une réflexion théologique l'épanouissement, au XVIIe siècle, de la dévotion au charpentier de Nazareth.

### Œuvres
- Sancti Alberti vita (manuscrit).
- Réponse catholique servant d'apologie contre un sermon du sieur Henri Chrouet, ministre calviniste, Liège, 1655.
- Synopsis magnalium divi Josephi, Liège, 1684.

### Études
- A. Derville, « Ignace de Saint-François », Dictionnaire de spiritualité ascétique et mystique, Paris, Beauchesne, t. VII, 2me partie,‎ 1971, p. 1318-1319.
- Eug. de Seyn, « Brabant », Dictionnaire biographique des Sciences, des Lettres et des Arts en Belgique, Bruxelles, Editions L'Avenir, t. I,‎ 1936, p. 88, col. 1.